# Fabiana Luperini
Fabiana Luperini (Pontedera, 14 de julho de 1974) é uma ex-ciclista profissional italiana de estrada. Dentro dos seus sucessos realça-se o ter obtido cinco vitórias no Giro d'Italia Feminino, bem como ter-se proclamado Campeã da Itália de Estrada em quatro oportunidades e uma medalha de bronze em contrarrelógio por equipas no Campeonato Mundial de Estrada.

## Palmarés
| 1993 - Giro del Friuli - Grande Prêmio de Okinawa - Bronze em contrarrelógio por equipas no Campeonato Mundial de Rota 1994 - Troféu Alfredo Binda-Comune di Cittiglio - 2 etapas do Gracia Tour 1995 - Giro d'Italia Feminino, mais 2 etapas - Tour Cycliste Féminin, mais 3 etapas - Giro del Trentino Alto Adige-Südtirol, mais 2 etapas 1996 - Campeã da Itália de Estrada - Giro d'Italia Feminino, mais 5 etapas - Tour Cycliste Féminin, mais 3 etapas - Giro del Trentino Alto Adige-Südtirol, mais 2 etapas 1997 - Giro d'Italia Feminino, mais 3 etapas - Tour Cycliste Féminin, mais 3 etapas - 1 etapa do Giro del Trentino Alto Adige-Südtirol 1998 - Giro d'Italia Feminino, mais 3 etapas - Flecha Valona Feminina - Tour de l'Aude Feminino, mais 2 etapas - 2 etapas do Tour Cycliste Féminin - 3 etapas do Giro del Trentino Alto Adige-Südtirol 1999 - Giro del Trentino Alto Adige-Südtirol, mais 1 etapa 2000 - Troféu Alfredo Binda-Comune di Cittiglio - 1 etapa do Giro del Trentino Alto Adige-Südtirol 2001 - Flecha Valona Feminina - Troféu Costa Etrusca - 3 etapas da Grande Boucle - 1 etapa do Giro del Trentino Alto Adige-Südtirol | 2002 - 2ª no Campeonato da Itália em Contrarrelógio - Giro del Trentino Alto Adige-Südtirol, mais 1 etapas - Flecha Valona Feminina 2003 - 1 etapa do Tour de l'Aude Feminino - 1 etapa da Emakumeen Bira - 2 etapas da Grande Boucle 2004 - Campeã da Itália de Estrada - Tour de Berna 2005 - 1 etapa da Gracia_Orlová - 1 etapa da Emakumeen Bira 2006 - Campeã da Itália de Estrada - Emakumeen Bira, mais 1 etapa - Grande Prêmio Brissago - Troféu Costa Etrusca - Giro del Friuli 2007 - Copa do mundo ciclista feminina de Montreal - 1 etapa do Tour de l'Aude Feminino - 2 etapas do Tour de l'Ardèche 2008 - Campeã da Itália de Estrada - Giro d'Italia Feminino, mais 2 etapas - Giro del Trentino Alto Adige-Südtirol, mais 1 etapa - Grande Prêmio Feminino de Plouay 2009 - 1 etapa da Graça-Orlová - 1 etapa da Volta a Turingia 2012 - 1 etapa do Giro del Trentino Alto Adige-Südtirol |